# Cortometraggi di Star Wars Rebels
I quattro cortometraggi della serie animata Star Wars Rebels sono stati trasmessi negli Stati Uniti sull'emittente televisiva Disney XD dall'11 agosto al 1º settembre 2014. 
In Italia sono stati trasmessi sull'emittente televisiva Disney XD dal 9 al 14 settembre 2014.
| nº | Titolo originale         | Titolo italiano           | Prima TV USA      | Prima TV Italia   | Cod. prod. |
| -- | ------------------------ | ------------------------- | ----------------- | ----------------- | ---------- |
| 1  | The Machine in the Ghost | La macchina nello Spettro | 11 agosto 2014    | 9 settembre 2014  | 101A       |
| 2  | Art Attack               | Art Attack                | 18 agosto 2014    | 10 settembre 2014 | 101B       |
| 3  | Entanglement             | Situazione complicata     | 25 agosto 2014    | 11 settembre 2014 | 101C       |
| 4  | Property of Ezra Bridger | Proprietà di Ezra Bridger | 1º settembre 2014 | 14 settembre 2014 | 101D       |

## La macchina nello Spettro
- Titolo originale: The Machine in the Ghost
- Titolo alternativo proposto da Disney+: La macchina nella Ghost
- Diretto da: Dave Filoni
- Scritto da: Greg Weisman

### Trama
5 anni prima della Battaglia di Yavin, in seguito ad un assalto ad un convoglio merci Imperiale, la nave chiamata Spettro ed il suo equipaggio composto da Hera Syndulla, Kanan Jarrus e Chopper, sono inseguiti da dei caccia TIE, che eliminano gli scudi ed il sistema di comunicazione dello nave. In seguito ad uno scontro, rimane solo un caccia TIE e, invece di seguire gli ordini contraddittori di Hera e Kanan, Chopper lo elimina da solo.

## Art Attack
- Titolo originale: Art Attack
- Titolo alternativo proposto da Disney+: Attacco d'arte
- Diretto da: Justin Ridge
- Scritto da: Greg Weisman

### Trama
Sabine Wren si infiltra su una piattaforma di atterraggio di caccia TIE per creare un diversivo e permettere allo Spettro di fuggire. Si prende quindi gioco degli assaltatori, sbeffeggiandoli mentre si muove intorno ai vari TIE. Quando un assaltatore la mette all'angolo, lei lo attacca e fugge, lasciando dietro di sé una bomba la cui esplosione è considerata dalla stessa Sabine un'opera d'arte e ricopre l'assaltatore di vernice viola.

## Situazione complicata
- Titolo originale: Entanglement
- Titolo alternativo proposto da Disney+: Coinvolgimento
- Diretto da: Justin Ridge
- Scritto da: Henry Gilroy e Simon Kinberg

### Trama
Garazeb "Zeb" Orrelios si aggira in un vicolo su Lothal, credendo che sia il punto d'incontro concordato con Kanan. Si imbatte in due assaltatori che infastidiscono un venditore, ma non appena interviene, essi chiamano i rinforzi. Mentre gli assaltatori aprono il fuoco su di lui, causano inavvertitamente una perdita di carburante nel loro stesso caccia TIE, che esplode.

## Proprietà di Ezra Bridger
- Titolo originale: Property of Ezra Bridger
- Diretto da: Dave Filoni
- Scritto da: Simon Kinberg

### Trama
Ezra Bridger osserva lo scontra fra lo Spettro ed un caccia TIE, l'ultimo dei quali viene abbattuto. Lui riesce ad aprire il portellone, ma il pilota non mostra alcun segno di gratitudine per essere stato salvato ed anzi si arrabbia con Ezra per aver toccato la sua nave. Ezra ruba quindi numerosi oggetti dal caccia TIE, tra i quali l'elmo del pilota. Infuriato, questi apre il fuoco su Ezra, che evita i colpi e lo stordisce con la sua fionda ad energia, per poi andarsene indossando il suo elmo.